# フーセンウサギ
フーセンウサギ株式会社は、かつて大阪市中央区に本社を置いていた子供服製造卸企業。三和グループのメンバーであり三和系企業で設立されたみどり会の会員企業だった。

## 概要
渡辺一良が1921年に創業し、1951年に法人へ改組。自社ブランドのフーセンウサギ、CELEC（セレク）、richesse（リシェス）、pikku poika（ピックポイカ）、低プライスブランドcucco（クッコ）のほか、OLIVEdesOLIVE DOLLやナイキ等のライセンスブランドの子供服の企画製造も行っていた。1973年に事業会社を設立し、一時期は事業を移管させて本体は資産管理会社となっていたが、1999年に事業会社を吸収合併している。1990年には、F3において「フーセンウサギレーシングチーム」のメインスポンサーをつとめた。過去には、『桂三枝のにゅーすコロンブス』（朝日放送制作･テレビ朝日系列）や『平成ふしぎ探検隊』（朝日放送制作・テレビ朝日系列）、『どうぶつ奇想天外!』（TBS）にCM提供していた。
2006年6月、みずほ証券系の投資ファンド（ポラリス・プリンシパル・ファイナンス）が第三者割当増資を引き受けると共に既存株主からも株式を買取、フーセンウサギ株式の約67%を取得している。2007年12月には100%子会社の株式会社ファティエを吸収合併し、リーバイスブランドの子供服の企画製造およびアカチャンホンポやしまむらなどの量販店向け卸販売も行うようになった。
2000年代に入ってからは業績が徐々に悪化し、2004年2月期から2010年2月期まで7期連続で最終赤字を計上。2011年2月期は大阪市西区にあった自社ビルを売却したため黒字に転換したが、2012年2月期以降は再度赤字に転落し、それに伴い希望退職の実施、在庫を担保とした融資などで経営再建を図ろうとしたが、2013年7月に金融機関による動産譲渡登記が設定され、同年9月に支払の遅延が発生し、同年4月から支援スポンサー探しに奔走したが、最終的に見つけることが出来なかった。このため、2013年10月15日に大阪地方裁判所に破産を申立て、同日付で破産手続開始決定を受けた。負債総額約29億4000万円。従業員は破産手続開始決定と同時に全員が解雇された。
フーセンウサギの各ブランドは破産管財人によって競売にかけられ、CELEC（セレク）に関しては、同じ大阪市中央区に本社があるコロナマルダイ株式会社が2014年に落札し、コロナマルダイはCELEC（セレク）ブランドを販売する新会社としてCELEC株式会社を設立して2016年から販売を開始した。CELEC（初代）は2018年5月にコロナマルダイの関連会社である株式会社マルダイへ吸収合併され、同時にマルダイの商号をCELEC株式会社（2代）へ変更した。2010年まで所有していた自社ビルは、2019年現在はモンベル本社となっている。
その後もフーセンウサギは破産手続を進め、2017年10月6日に法人格が消滅した。

## 店舗
経営破綻時点では、直営店75店舗、百貨店内店舗157店の営業拠点で営業していた。